# Фахретдинов, Габдул-Ахад Ризаитдинович
Габдул-Ахад Ризаитдинович Фахретдинов (баш. Ғәбделәхәт Ризаитдин улы Фәхретдинов; 12 января 1892, д. Чубуклак Мензелинского уезда. Уфимской губернии — 16 сентября 1938, Москва) — экономист, член Всероссийского учредительного собрания.

## Биография
Второй сын известного имама Ризаитдина Фахретдинова. Мать Нурджамал (Нуризиган) Абдулнасыровна, дочь ахуна из деревни Чубытлы Мензелинского уезда. По национальности — башкир.
Учился в Оренбургском реальном училище, затем окончил Казанский университет. По специальности — агроном. Выступал в печати как публицист. С 1917 года — член губернской земской управы.
В 1917 году избран в Всероссийское учредительное собрание в Оренбургском избирательном округе по списку № 9 (башкирские федералисты).
В 1918 вошёл в состав Комуча. В сентябре 1918 года Габдул-Ахад Фахретдинов участвовал в подписании Договора между Башкирским Правительством и Комитетом Учредительного Собрания в Самаре, по которому последний признал Башкирскую автономию. В составе башкирской делегации в переговорах участвовал старший брат Габдул-Ахада — Габдрахман Фахретдинов.
При советской власти работал экономистом.
Репрессирован как «башкирский националист». Арестован 28 мая 1938 года по обвинению в принадлежности к террористической организации. 16 сентября 1938 года расстрелян. Место захоронения — расстрельный полигон «Коммунарка».
Реабилитирован 10 сентября 1960 года.

## Семья
Мать — Нурджамал (Нуризиган) Абдулнасыровна, в браке с 1885 года
Брат — Габдрахман (1887—1936)
Брат — Габдрашид (1892–1953)
Сестра — Зайнаб (1893–1985).
Брат — Сагид (1900–1944)
Сестра — Асьма (1906–1993).